# BNT 2
BNT 2 (en búlgaro: БНТ 2, BNT dve) es un canal de televisión público búlgaro operado por BNT. Emite una programación generalista de ámbito regional, con programas producidos por los centros de televisión regionales de BNT. 

## Historia
El canal inició emisiones como BT2 por decisión del Consejo de Ministros el 9 de septiembre de 1975.
La llegada de la democracia a Bulgaria motivó cambios en la estructura de BNT, afectando también a los canales de la empresa. En 1991 BT2 cambió su nombre a Efir 2.
Efir 2 cesó sus emisiones el 1 de junio de 2000, siendo reemplazado por bTV, el primer canal de televisión privado en Bulgaria.
A finales de 2007 apareció información de que, en relación con la digitalización de BNT, la empresa planeaba reanudar la emisión del canal. Finalmente, esto sucede el 16 de octubre de 2011, cuando se fusionaron los 5 centros regionales de BNT: BNT Plovdiv, BNT Varna, BNT Ruse, BNT Blagoevgrad y BNT Sofía; convirtiéndose en BNT 2. Desde entonces, el canal emite programas de actualidad, emisiones culturales, noticias locales, eventos deportivos y series extranjeras. La programación también incluye bloques regionales, con emisiones originales de antiguos programas regionales.
En 2018, BNT 2 adoptó su actual imagen corporativa.

## Imagen corporativa

2011 - 2018
Desde 2018